# Namibiavis
A Namibiavis a madarak (Aves) osztályának hoacinalakúak (Opisthocomiformes) rendjébe, ezen belül a hoacinfélék (Opisthocomidae) családjába tartozó fosszilis madárnem.

## Tudnivalók
A Namibiavis ősi megjelenésű hoacinféle volt, amely a középső miocén korszakban élt, ezelőtt 16 millió évvel; ott ahol ma az afrikai Namíbia van. Ebből a fosszilis madárnemből eddig csak egy faj került elő, az úgynevezett Namibiavis senutae. Maradványait a Namíbia déli részén, Arrisdrift-nél találták meg. Ezt az afrikai hoacinfélét 2003-ban Cécile Mourer-Chauviré írta le, illetve nevezte meg először.

## Fordítás
- Ez a szócikk részben vagy egészben  a   Namibiavis című angol Wikipédia-szócikk ezen változatának fordításán alapul.  Az eredeti cikk szerkesztőit annak laptörténete sorolja fel. Ez a jelzés csupán a megfogalmazás eredetét és a szerzői jogokat jelzi, nem szolgál a cikkben szereplő információk forrásmegjelöléseként.